# TOKIOナイトCLUB
TOKIOナイトCLUB（トキオ - クラブ）は、ニッポン放送で1994年から放送されていたラジオ番組で、全国各局にネットされている。パーソナリティはTOKIOの松岡昌宏もしくは長瀬智也が交代で担当していたが、その後長瀬が降板し、松岡のみ担当していた。
前身番組は「TOKIO カラオケ HIT CLUB」（1993年 - 1994年）であり、こちらはTOKIOのメンバー全員でパーソナリティを担当していた。
そして、2013年3月いっぱいで、前身を含め20年の歴史に幕を下ろした。

## パーソナリティ
- 松岡昌宏（TOKIO）（番組全期間）
- 長瀬智也（TOKIO）（番組開始～2008年3月29日）

## 放送時間
- 毎週土曜日　22:00～22:30（当初は『伊集院光のOh!デカナイト』内で放送していた）

## タイトル
かつて、ニッポン放送公式サイトタイムテーブルでは「TOKIOナイトCLUB」となっていたが、後に「TOKIOナイトクラブ」となっていた。パーソナリティごとにサブタイトルコールが異なる。
- 松岡昌宏 - 「TOKIOナイトCLUB」（ときおないとくらぶ）
旧タイトルは「M.A.B.O」。
- 長瀬智也 - 「TOKIOナイトCLUB　tko.tom」（ときおないとくらぶ てぃーけーおーどっととむ）
旧タイトルは「ともや with ウガッチョベーション」。
2005年12月17日 20:30 - 22:30（JST）に「TOKIOナイトCLUB増刊号」と題し、2005年のヒット曲と長瀬の活動を振り返った。
2008年3月29日放送分をもって、長瀬は番組を降板した。

## ネット局
※番組終了時点。ちなみに、ニッポン放送以外のネット局では後番組に「ももいろクローバーZ ももクロくらぶxoxo」を放送している。
- ニッポン放送 土曜 22:00 - 22:30
- 新潟放送 月曜 18:30 - 19:00
- 静岡放送 水曜 24:30 - 25:00
- 山陽放送 土曜 23:00 - 23:30